# Walckenaeria acuminata
Walckenaeria acuminata là một loài nhện trong họ Linyphiidae.
Con cái có kích thước 3–4 mm, con đực là 2,8-3,2 mm. Loài này phân bố ở vùng sinh thái Palearctisc.